# Брусницька сільська територіальна громада
Брусницька сільська громада — територіальна громада України, у Вижницькому районі Чернівецької області. Адміністративний центр — село Брусниця.
Площа громади — 98 км², населення — 9 317 мешканців (2020).

## Населені пункти
У складі громади 10 сіл:
- Брусенки
- Брусниця
- Верхні Станівці
- Виноград
- Діброва
- Зеленів
- Кальнівці
- Нижні Станівці
- Остра
- Чортория